# مردی با لباس سفید
مردی با لباس سفید (انگلیسی: The Man in the White Suit) فیلمی بریتانیایی به کارگردانی الکساندر ماکندریک است که در سال ۱۹۵۱ منتشر شد.

## بازیگران
- الک گینس
- جوآن گرینوود
- سسیل پارکر
- مایکل گاف
- جورج بنسون
- کالین گوردون
- میلز مالسون